# Gérard Mestrallet
Pour les articles homonymes, voir Mestrallet.
Gérard Mestrallet, né le 1er avril 1949 à Paris, est un chef d'entreprises français.
De 2008 à mai 2016, il a été président-directeur général du groupe industriel Engie (ex « GDF Suez »), puis président du conseil d'administration du 3 mai 2016 au 18 mai 2018 Il a également été président du conseil d'administration de Suez et président de l'association Paris Europlace.
Il a été président de la Fondation Agir contre l'exclusion (FACE) de 2007 à 2020.

## Formation
Gérard Mestrallet est ancien élève de l'École polytechnique (X 1968),, de l'École nationale de l'aviation civile (IAC 1971), de l'institut d'études politiques de Toulouse (promotion 1973)  et de l'ENA (promotion 1978 Pierre Mendès France).

## Carrière
À la sortie de l'ENA, il entre à la direction du Trésor comme administrateur civil, aux côtés de Marc-Antoine Autheman et Xavier Blandin. De septembre 1982 à juillet 1984, il est conseiller technique, chargé des affaires industrielles auprès du ministre de l'Économie et des Finances (à l'époque Jacques Delors).

### Entrée à la compagnie financière de Suez
Après ce passage de deux ans dans la fonction publique, il rejoint en 1984 comme chargé de mission la compagnie financière de Suez, connue aujourd'hui sous le nom de Suez. Il est nommé délégué général adjoint pour les affaires industrielles en juin 1986. En juillet 1987, il est directeur général de la Compagnie européenne des droits, une filiale de la compagnie financière de Suez. En janvier 1991, il devient directeur général adjoint de la compagnie et un peu plus tard administrateur délégué et président du comité de direction de la Société générale de Belgique dont il assure le développement.

### Direction de Suez
En 1995, Gérard Mestrallet prend la tête de la compagnie de Suez et concentre l'entreprise sur trois métiers de base : l'énergie, l'eau et la propreté. Il initie le rapprochement de cette entreprise avec la Lyonnaise des eaux. En 1997, naît la « Suez-Lyonnaise des eaux » dont il assure la présidence du directoire et le président de la Lyonnaise, Jérôme Monod, la présidence du conseil de surveillance. Le groupe retrouve ensuite son nom d'origine, Suez ; en 2003, ses dirigeants proposent aux actionnaires un nouveau changement des statuts de l'entreprise, qui redevient alors une société anonyme à conseil d'administration et Gérard Mestrallet en est nommé président-directeur général.

### Président-directeur général de GDF-Suez (2008-2016)
De juillet 2008 à mai 2016, il est président-directeur général de GDF Suez, rebaptisé Engie en 2015, qui regroupe les activités de Suez et de Gaz de France à compter de 2008 ; il reste également président du conseil d'administration de Suez Environnement.
En octobre 2014, sa retraite-chapeau de 21 millions d'euros suscite la polémique dans les médias dans un contexte où GDF-Suez enregistre des pertes record pour l'année 2013 et prépare un plan d'économies. Rendu public par la CGT, le montant de la retraite-chapeau, après avoir été soumis au Haut comité de gouvernement d'entreprise, a été jugé conforme aux bonnes pratiques élaborées tout à la fois par le Medef et l'Afep. Reconnaissant que le montant puisse choquer, Emmanuel Macron, alors ministre de l'Économie, n'a toutefois pas demandé à Gérard Mestrallet de renoncer à sa retraite-chapeau. Emmanuel Macron a, cependant, souligné qu'à l'avenir "l'État votera contre ce type de résolution".
De mai 2016 à 2018, il reste président du Conseil d'administration d'ENGIE, Isabelle Kocher devenant administrateur-directeur général ;  en 2018, il passe le relais de la présidence du conseil d’administration d'Engie à Jean-Pierre Clamadieu.

### Présidence de la Fondation Agir Contre l'Exclusion (FACE)
Gérard Mestrallet a été président du conseil d'administration de la Fondation Agir Contre l'Exclusion (FACE) de 2007 à 2020.

## Activités ultérieures
En 2015, il est nommé « ambassadeur de l'apprentissage » par François Rebsamen, ministre du Travail, dans le cadre de sa présidence de la Fondation Agir contre l'exclusion.
En avril 2016, il est chargé par Ségolène Royal, ministre de l'Environnement, d'une mission sur le prix du carbone au niveau européen, dans le cadre du suivi de la COP21. Il prend plusieurs positions en faveur d’un prix du carbone généralisé à l’échelle mondiale et de la finance verte.
Le 3 mai 2016, il cède à Isabelle Kocher la direction générale d'Engie mais conserve sa fonction de président du conseil d'administration,.
Il assume également la fonction de président de Paris Europlace, organisme de représentation des marchés financiers français.
En février 2024, le président Emmanuel Macron a chargé Gérard Mestrallet d'être le représentant officiel de la France dans le cadre du projet de Corridor économique Inde-Moyen-Orient-Europe,.

## Mandats

### En cours
- Président du conseil d'administration de Suez
- Administrateur de la Société générale
- Membre de European Round Table of Industrialists (ERT)
- Membre du conseil de surveillance de Siemens AG
- Membre du bureau et du conseil d'orientation de l'Institut de l'entreprise[18]
- Président honoraire du conseil international du maire de Chongqing
- Membre du conseil international du maire de Shanghai
- Membre du conseil international du maire de Pékin
- Membre du Council of International Advisers du gouvernement de Hong Kong
- Membre du board of trustees  de l'université de Tongji (Shanghai)
- Membre du conseil international de JP Morgan Chase
- Président du conseil d'orientation de Paris Europlace (depuis 2003), membre du conseil de l'Institut français des administrateurs.
- Président exécutif de l'Agence Française pour le développement d'Al-Ula (Afalula).

## Rémunérations
Gérard Mestrallet a touché 3 005 079 € de rémunérations en 2012 (en baisse de 2,7% par rapport à 2011) : il s'agit alors de la 10e rémunération du SBF 120 et la 8e du CAC 40,.
En mai 2016, Gérard Mestrallet, devenu président du conseil d'administration d'Engie, a annoncé qu'il renonçait à sa rémunération de 350 000 euros, à l'issue de l'assemblée générale des actionnaires. Cette rémunération est versée à la fondation d'entreprise Engie.
En 2021, son honoraire de 10 M€ relatif à la médiation portant sur l'OPA hostile de Veolia sur Suez qu'il a présidé pendant des décennies créé la controverse.

## Transition énergétique et critiques
Pour le député européen luxembourgeois Claude Turmes, Gérard Mestrallet « est un peu le parrain du vieux monde de l’énergie », à l'initiative du groupe Magritte qui rassemble 11 grands groupes énergéticiens européens pour freiner les législations en faveur des énergies renouvelables et de l'efficacité énergétique.
Dans un article publié le 6 février 2020, le quotidien Le Monde, sous la plume de Jean-Michel Bezat, revient sur les supposées "erreurs stratégiques du PDG historique" d'Engie, qui auraient, notamment, freiné la transition énergétique des activités de l'énergéticien. Le Monde rappelle que Gérard Mestrallet n'a engagé le virage "vert" du groupe qu'en 2013, après avoir fait part, également au Monde, de sa volonté de ne "pas s'accrocher au monde ancien" et de vouloir "investir dans le monde nouveau, qui passe par notre implication dans la transition énergétique en Europe".
En décembre 2020, dans un entretien accordé à L'Echo, quotidien belge d'information politique et économique, il fait part de sa conviction que "l'électricité verte est en passe de devenir le nouveau pétrole". Revenant sur la place du gaz naturel dans le mix énergétique, Gérard Mestrallet fait également l'hypothèse que d'ici à 2050 ce gaz devrait jouer un rôle "indispensable comme énergie de transition".

## Prix et distinctions
- Commandeur de la Légion d'honneur (2016)[25]
- Commandeur de l'ordre national du Mérite[26]
- Commandeur de l’ordre de Léopold II
- Officier de l'ordre des Arts et des Lettres Il est promu au grade d’officier le 9 juillet 2014[27].

## Famille
Ses parents, Georges Mestrallet et Paule Mestrallet-Besnard, ont deux autres fils :
- Michel, né le 1er avril 1947, ancien élève de l'ENSEA, docteur-ingénieur en électronique-informatique et architecture des ordinateurs et systèmes numériques, ancien dirigeant de sociétés, conseil / expert en informatique auprès des directeurs des systèmes d’information des grands groupes et professeur / conférencier en informatique ;
- Patrick, né le 27 septembre 1951, ancien élève de l’École supérieure d'électricité, financier et président d'établissements financiers en Afrique de l'Ouest.